# 日夫里 (约讷省)
日夫里（法語：Givry，法語發音：[ʒivʁi]）是法国勃艮第-弗朗什-孔泰大区约讷省的一个市镇，属于阿瓦隆区。

## 地理
日夫里（47°31'11"N, 3°47'42"E）面积8.43 平方千米，位于法国勃艮第-弗朗什-孔泰大區约讷省，该省份为法国中北部内陆省份，西接卢瓦雷省，西北接塞纳-马恩省，南至涅夫勒省，东临科多尔省，东北与奥布省接壤。
与日夫里接壤的市镇（或旧市镇、城区）包括：塞尔米泽勒、阿斯坎、布拉奈、多姆西叙勒沃、日罗勒、蒙蒂约、沃德吕尼。

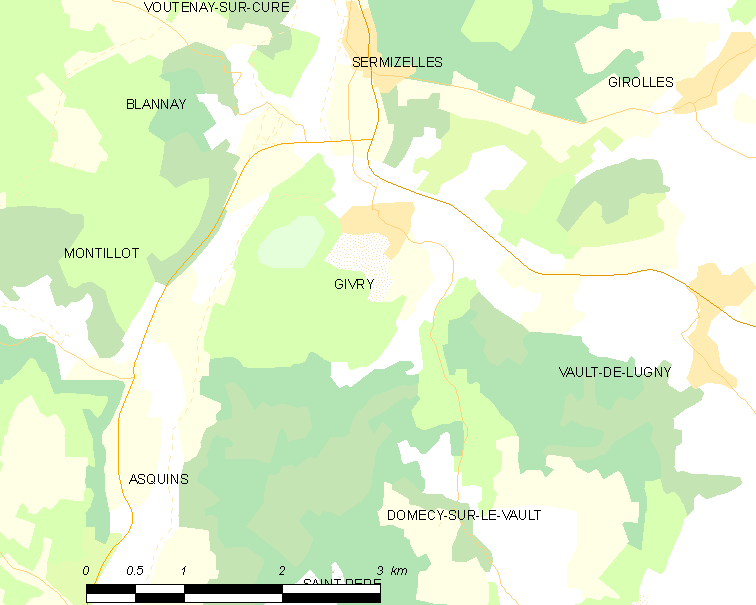
的OSM定位图

日夫里的时区为UTC+01:00、UTC+02:00（夏令时）。

## 行政
日夫里的邮政编码为89200，INSEE市镇编码为89190。

## 政治
日夫里所属的省级选区为茹拉维尔县。

## 人口

1962-2008年间人口变化图示

日夫里于2022年1月1日时的人口数量为178人。